# Demain dès l'aube
Demain dès l'aube (Català: Demà a trenc d'alba) és un dels poemes més famosos de l'escriptor francès Victor Hugo. Va ser publicat a la seva col·lecció de 1856 Les Contemplations. Consta de tres quartets d'alexandrins rimats. El poema descriu una visita a la tomba de la seva filla Léopoldine Hugo, morta de feia quatre anys.

## Text i traducció
| Demain, dès l'aube, à l'heure où blanchit la campagne, Je partirai. Vois-tu, je sais que tu m'attends. J'irai par la forêt, j'irai par la montagne. Je ne puis demeurer loin de toi plus longtemps. Je marcherai les yeux fixés sur mes pensées, Sans rien voir au dehors, sans entendre aucun bruit, Seul, inconnu, le dos courbé, les mains croisées, Triste, et le jour pour moi sera comme la nuit. Je ne regarderai ni l'or du soir qui tombe, Ni les voiles au loin descendant vers Harfleur, Et, quand j'arriverai, je mettrai sur ta tombe Un bouquet de houx vert et de bruyère en fleur. | Demà, a trenc d'alba, a l'hora que els camps són blancs, sortiré. Ves, sé que m'esperes. Passaré per la forest, passaré per la muntanya. No puc viure lluny de tu pas més temps. Caminaré amb els ulls clavats en el pensament, sens res veure al defora, sens sentir cap soroll, sol, desconegut, encorbat, plegat de mans, trist, i el dia per mi serà com la nit. No esguardaré ni l'or del capvespre, ni les veles llunyanes que van baixant vers Harfleur, i quan arribi, posaré a la teva tomba un ram de grèvol i de bruc florit. |
| | |